# Morteza Motahhari
Mortezā Motahhari, también conocido como Shahid Motahhari (31 de enero de 1919, Friman - 1 de mayo de 1979) fue un clérigo chiita, profesor de filosofía islámica e interpretación del Corán. Asimismo era teórico de República Islámica de Irán.
Antes de la revolución Iraní fue profesor de la Universidad de Teherán.  Después de la revolución de Irán se designó como el director de Consejo de la Revolución Islámica de Irán. Sayyed Ruhollah Jomeini le quería muchísimo y después de su muerte dijo que Motahhari fue la consecuencia de su educación. 

## Biografía

### La niñez y la adolescencia
Motahhari nació en Friman, una ciudad de Mashhad, en el seno de una familia religiosa. Mortezā Motahhari es hijo de Mohammad Hussein Keykha.
A la edad de doce años fue a la escuela religiosa de Mashhad y comenzó a estudiar las ciencias religiosas. En este periodo se dedicaba a estudiar teología. Completó sus estudios fuera de la ciudad de Qom.

### Juventud y estudios
Con minuciosidad, rapidez, orden y elogiable esfuerzo se ocupó en los estudios de las ciencias islámicas y aprendió los libros de Matûl, Aiatullah Sadûqî, Sharh Al-Lum ah, Aiatullah Mar ashî Naÿafî. También se benefició de inminentes profesores en el aprendizaje de diferentes ciencias, tales como los Aiatullah Seîed Sadr Ad-Dîn Sadr, Seîed Muhammad Ridâ Golpâigânî, Seîed Ahmad Jonsârî, Seîed Muhammad Taqî Jonsarî, Seîed Muhammad Huÿÿat, Seîed Muhammad Muhaqiq Iazdî Angÿî y Mirzâ Mahdî Âshtiânî. 
Durante 12 años estudió la filosofía y teología y otros libros con Alamé Tabatabaí. También aprendía los estudios religiosos por otros profesores como Borujerdi, Mirza Ali Agha Shirazi, Muhammad Mohaghegh Damad. Cooperó en las actividades sociales y políticas.
Además de estudiar las materias de Principios de Jurisprudencia y Filosofía, él mismo enseñaba en la Hauzah, y entre otros, enseñó los siguientes libros:
- Matûl (sobre la Elocuencia y la Retórica árabe).
- Sharh Matâli.  (Sobre Lógica)
- Kashf-ul Murâd (sobre Kalâm y Doctrina)
- Rasâ.il y Kifâiah (sobre Principios de Jurisprudencia).
- Makâsib (sobre Jurisprudencia).
- Sharh Manzhûmah y Asfâr (sobre Filosofía).[3]

### Familia y su emigración a Teherán
El Profesor Motahhari contrajo matrimonio con la hija del Aiatullah Rûhânî, y tuvieron cuatro hijas y tres hijos. En ese mismo año emigró a Teherán, siendo ya un renombrado profesor. Se dice que la causa de esta emigración fue la pobreza, pero sea por la razón que fuere, ha de considerársela un Favor Divino, puesto que su presencia en la ciudad de Teherán entre los estudiantes universitarios e intelectuales fue motivo de bendición, educación y guía.
Comenzó a impartir clases en la Universidad de Teherán. El Profesor se dedicó a más de veinte años en la Facultad de ciencias lógicas y transmitidas, a luchar sabiamente contra la ignorancia, el materialismo y la tendencia al occidentalismo.

## Actividades

### Las actividades ciencias y culturales
Compiló muchos libros y hablaba sobre los temas diferentes: filosofía, sociología, política, economía, teología, religión, el mundo de occidente, el Corán.

### Las actividades políticas
En las actividades políticas estaba a lado de Ruhollah Jomeini.

## Muerte
Mutahharî, cuya ilusión era el martirio en el camino de Dios, de manera que en sus libros y palabras había escrito y pronunciado a través de expresiones exquisitas y sabias la enaltecida posición y elevado valor del mártir, finalmente alcanzó su anhelo.
En la noche del miércoles 1 de mayo de 1979, a las 22:20, el Profesor Motahhari alcanzó el martirio a manos de un joven engañado, miembro del grupo político e hipócrita “Furqân”.

## Publicaciones
- Los Derechos de la Mujer en el Islam
- Polarización en torno del carácter de ‘Ali Ibn Abi Talib
- Sociedad e Historia
- Discursos espirituales
- El hombre y la fe[4]
- Hiyab[5]
- La guerra santa del Islam- Al Yihad[6]
- Misticsmo Islámico
- Tawhid  (monoteísmo)
- Adl -e- Elahi  (Justicia Divina)
- Nubuwwah  (Profecía)
- Ma'ad  (El Retorno)
- Hamase -e- Husaini
- Seiry dar Nahjul Balaghah al-Balagh  (Viaje en Nahjul Balaghah al-Balagha)
- Seiry dar sirey'e a'emeye al-har  (Un viaje en la conducta de los Imames purificados)
- Seiry dar sirey'e Nabavi  (Un viaje en la vida del profeta del Islam)
- Insan -e- Kamel  (el humano completo)
- Payambar -e- Ommi  (el profeta iletrado)
- Osool -e falsafa va ravesh -e- Realismo  (Los Principios de la filosofía y el método del realismo)
- Sharh -e- Manzume  (Una exégesis de Mulla Hadi Sabzavari 'Resumen versificada s de Mulla Sadra' steosofía Trascendente)
- Imam y Liderazgo  (Imamah y Liderazgo)
- Dah Goftar  (Una colección de 10 ensayos escritos por Motahhari)
- Bist Goftar  (Una colección de 20 ensayos escritos por Motahhari)
- Panzdah Goftar  (Una colección de 15 ensayos escritos por Motahhari)
- Azadi -e- Ma'navi  (Libertad Espiritual)
- Ashneya'ei ba Corán  (Una Introducción al Corán)
- Ayande -e- Enghlab -e- Islami  (El futuro de la Revolución Islámica)
- Ehyaye Tafakor -e- Islami  (Renacimiento de Pensamiento Islámico)
- Akhlagh -e- Jensi  (Ética Sexual)
- Islam va niazha -ye- jahan  (Islam y las exigencias del mundo moderno)
- Emdadhaye Gheibi dar Zendegi -e- bashar  (los ayudos  ocultaciones en la vida de humana)
- Ensan va sarnevesht  (Hombre y Destino)
- Panj maghale  (cinco ensayos)
- Ta'lim va tarbiyat dar Islam (Educación en el Islam)
- Jazebe va dafe'eye Ali  (atracción y repulsión de Ali ibn Abi Talib)
- Yihad  (La Guerra Santa del Islam y su legitimidad en el Corán)
- Hajj  (peregrinación)
- Hekmat va-ja-ja andarz  (Sabidurías y Advertencias)
- Khatemiyat  (La Doctrina del Sello de la Profecía de Mahoma)
- Khatm -e- Nobowat  (El Sello de la Profecía)
- Khadamat-e moteqābel-e Eslam va Īrān  (Islam e Irán: Un Estudio Histórico de Servicios de Inversión)
- Dastan -E- Rastan  (Anécdotas de piadosos hombres)
- Darshaye Asfar
- Shesh maghale (Seis Ensayos)
- Erfan-e Hafez
- ELALE gerayesh be madigary
- FETRI
- Falsafe -ye- Akhlagh (Ética)
- Falsafe -ye- Tarikh (Filosofía de la Historia)
- Ghiam va enghelab -e- Mahdi
- Koliyat -e- olumen Islami
- Goft o gooye chahar janebe
- Masaleye Reba
- Masaleye Shenakht (Asunto de conocimiento)
- Falsafi Maghalate (Selección de artículos filosóficos escritos por Motahari)
- Moghadameyi bar jahanbiniye Islami  (Consta de 6 libros diferentes escritos sobre este tema)
- NABARD -E- Hagh va batel (Batalla del  bueno y  el malo)
- Nezam -e- hoghoghe zan dar Islam
- Nazari bar eghtesadiye Islam Nezame (Una vista a la economía  islámica)
- Naghdi bar marxismo (Un crítico en el marxismo)
- Nehzat-Haye Islami
- Ética sexual en el Islam y en el mundo occidental (Inglés)
- Vela'ha y Velayat-ha
- Azadegi (Libertad)
- Ayineye Jam (Interpretación de la poesía de Hafez)